# Borough of Reading
Borough of Reading är en enhetskommun i Berkshire i England,  Storbritannien. Kommunen har 174 820 invånare (2022). Den består av staden Reading. Kommunen är en unparished area.